# 高橋らら
高橋 らら（たかはし らら、英: Lala Takahashi、2002年2月26日 - ）は、日本のファッションモデル。東京都出身。
父はファッションブランドアンダーカバーのデザイナー高橋盾、母は元モデルの森下璃子。

## 来歴
2017年、15歳でファッションモデルとしてデビュー。萬波ユカなどが所属する海外モデルエージェンシーdonna modelsに所属。2018年からは韓国のモデルエージェンシーESteemにも所属し韓国でもモデル活動をしている。
10月には香港で開催されたValentinoのイベントにEXOのセフン、香港の俳優や女優たちとともに参加。
2019年、「Off-White」2020春夏ウィメンズのランウエイに登場し、パリコレデビューを果たした。

## 出演

### MAGAZINE
- SPUR
- VOGUE JAPAN
- GINZA
- SWITCH
- NYLON
- Numéro TOKYO
- FRaU
- POPEYE

### FASHION SHOW
- Dolce&Gabbana
- Off-White

### WEBSITE
- VOGUE GIRL
- ELLE GIRL
- figaro
- honeyee.com
- hypebeast (China)

### COMMERCIAL
- Google Pixel
- PITTA MASK
- MIZKAN
- WELLA
- GAP